# Nakučani (Gornji Milanovac)
Pour les articles homonymes, voir Nakučani.
Nakučani (en serbe cyrillique : Накучани) est un village de Serbie situé dans la municipalité de Gornji Milanovac, district de Moravica. Au recensement de 2011, il comptait 86 habitants.

## Démographie
| 1948 | 1953 | 1961 | 1971 | 1981 | 1991 | 2002 | 2011 |
| ---- | ---- | ---- | ---- | ---- | ---- | ---- | ---- |
| 345  | 334  | 293  | 248  | 206  | 142  | 123  | 86   |

|  |